# Duguetia megalophylla
Duguetia megalophylla este o specie de plante angiosperme din genul Duguetia, familia Annonaceae, descrisă de Robert Elias Fries. Conform Catalogue of Life specia Duguetia megalophylla nu are subspecii cunoscute.